# Glenealy (County Wicklow)
Glenealy (irisch Gleann Fhaidhle) ist ein Dorf im County Wicklow im Osten der Republik Irland. Die Einwohnerzahl Glenealys wurde bei der Volkszählung 2022 mit 623 Personen ermittelt, womit sich die Einwohnerzahl seit 1991 etwa verdreifacht hat.

## Lage
Glenealy liegt etwa sechs Kilometer westsüdwestlich von Wicklow zwischen Rathnew und Rathdrum. Das Dorf erstreckt sich entlang der R752.

## Geschichte
Im frühen Mittelalter befand sich hier ein Kloster. Als Abt ist ein Heiliger Enan überliefert.

## Sehenswürdigkeiten
- katholische St. Joseph’s Church
- anglikanische Kirche

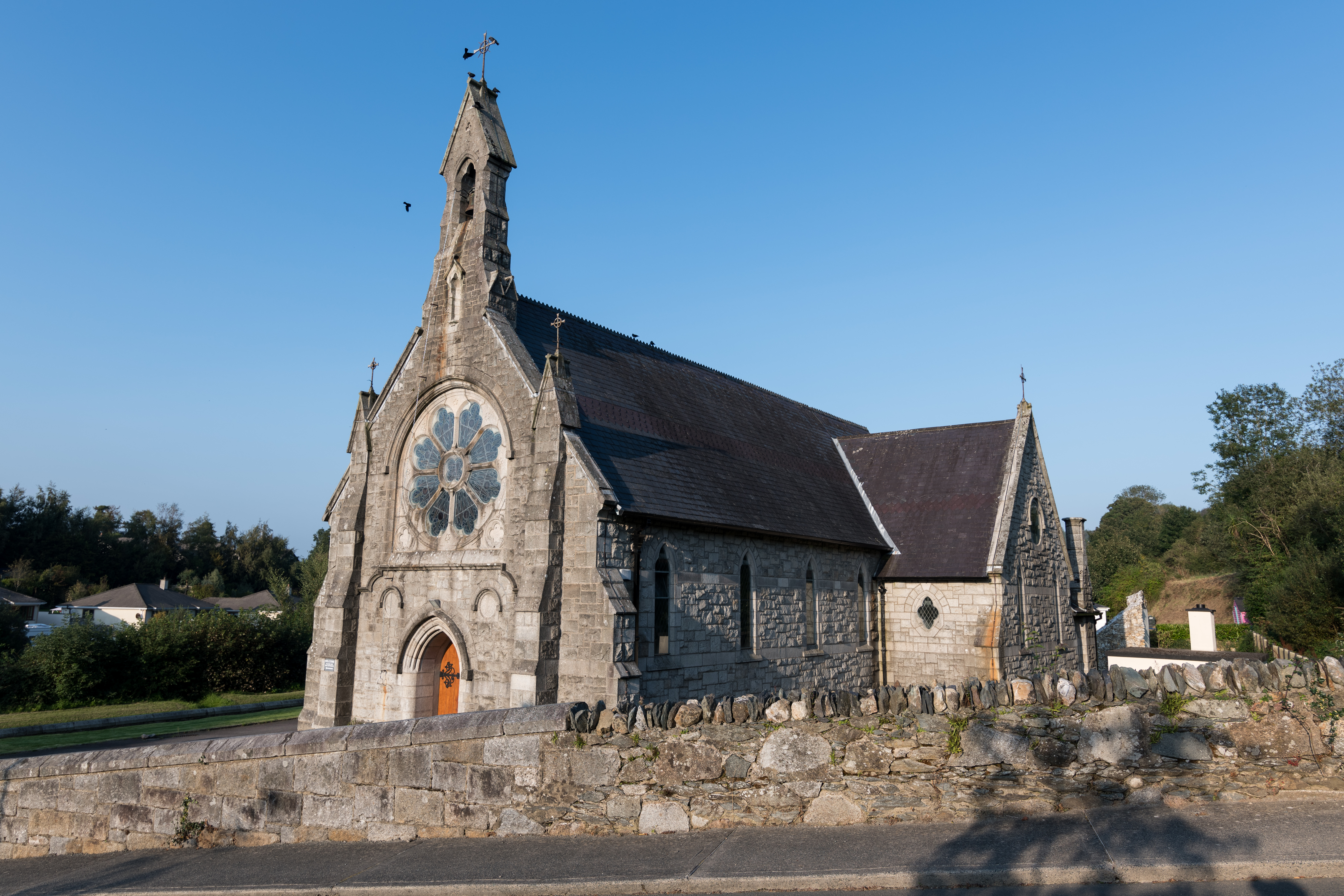
St. Joseph’s Church
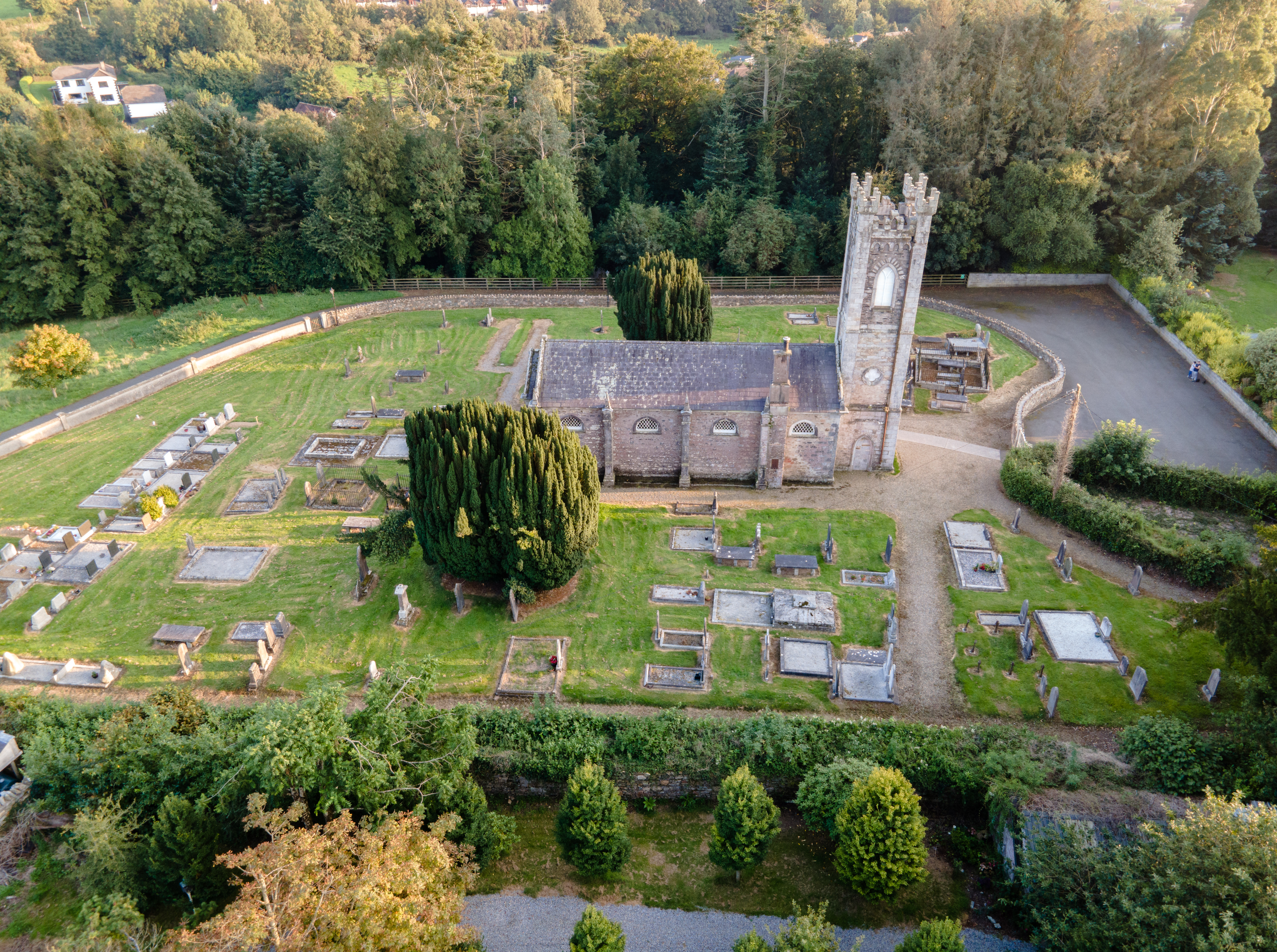
Glenealy Church